# (52246) Donaldjohanson
(52246) Donaldjohanson est un astéroïde binaire à contact de la famille d'Érigone, dans la ceinture principale. Il a été survolé par la sonde spatiale Lucy en 2025.

## Découverte
(52246) Donaldjohanson fut découvert le 2 mars 1981 à l'observatoire de Siding Spring par Schelte J. Bus.

## Nom
L'astéroïde a été nommé le 15 décembre 2015 d'après le paléoanthropologue américain Donald Johanson (né en 1943), qui co-découvrit le fossile de l'australopithèque Lucy,.

## Caractéristiques orbitales
(52246) Donaldjohanson est un astéroïde de la ceinture principale. Il fait partie de la famille d'Érigone. Il présente une orbite caractérisée par un demi-grand axe de 2,38 UA, une excentricité de 0,19 et une inclinaison de 4,4° par rapport à l'écliptique.

## Caractéristiques physiques
(52246) Donaldjohanson est un astéroïde binaire à contact d'environ 8 kilomètres de long sur 3,5 kilomètres de large. C'est un astéroïde de type C.

## Exploration

Donaldjohanson photographié par la sonde spatiale Lucy à 72 millions de kilomètres de distance en février 2025.

Séquence du survol prise par Lucy

Le 25 février 2025, la NASA publie les premières photographies de l'astéroïde prises par la sonde Lucy, acquises les 20 et 22 février précédents. Le 20 avril 2025, il a été visité par la sonde avec une distance d'approche la plus proche de 960 kilomètres et une vitesse relative de 13,4 kilomètres par seconde.

## Compléments